# Q-Tip
Q-Tip, nascido Jonathan Davis (Nova York, 10 de abril de 1970) é um rapper, produtor musical e ator americano. É muito importante e de grande contribuição para a difusão do som soul e jazz no hip hop, especialmente durante a Era de ouro do hip hop.
É também o líder do grupo A Tribe Called Quest, que se reuniu em 2006 para uma nova turnê, após passar 8 anos fora dos palcos (o grupo tinha parado em 1999). Ele se converteu ao islamismo em meados dos anos noventa, mudando seu nome para Kamaal Ibn John Fareed. O Q em Q-Tip é uma referência para o bairro Queens, onde vive. Ele também gosta de ser chamado The Abstract ou Kamaal the Abstract.
1. ↑  «Q-Tip | Biography & History». AllMusic (em inglês). Consultado em 19 de maio de 2021